# Карасі (фільм)
«Карасі» — художній фільм режисера Сергія Крутіна.
Прем'єра фільму в Росії відбулася 30 березня 2008 року по телеканалу «Росія».

## Зміст
Карасі — це родина у великому російському місті. Дружина не особливо задоволена сімейним життям. Глава сім'ї — полковник, у нього є свої пристрасті. А їхні вже дорослі діти, Вероніка й Андрій, заплуталися у своїх любовних історіях. І пристрасті, і сімейні драми, і одвічне квартирне питання, ніщо не минає головних героїв. Чи буде хоч колись усе спокійно і тихо у цій, здавалося б, звичайній родині?

## Ролі
- Юрій Степанов — Аркадій
- Олена Яковлєва — Лара, дружина Аркадія
- Костянтин Милованов — Віктор
- Ярослав Жалнін — Андрій Карась
- Віра Климковецька — Соня
- Світлана Малюкова
- Наталія Просветова
- Ліна Будник — медсестра
- Дарина Єгоркіна — епізод
- Костянтин Мілованов - Віктор Борисович

## Знімальна група
- Сценарист: Сергій Крутін
- Режисер: Сергій Крутін
- Оператор: Михайло Марков
- Композитор: Єгор Олесов
- Художник: Анастасія Кононенко